# Polymorphia
《Polymorphia》是克里斯托弗·潘德列茨基于1961年为48件弦乐器(24把小提琴，以及中提琴、大提琴、低音提琴各8把)所作的音乐作品。这部作品为北德广播交响乐团(The North German Radio Symphony Orchestra)委约潘德列茨基创作，由Andrzej Markowski执棒，于1962年4月16日首演。此外，作者将这部作品题献给曾大力支持他的出版商赫尔曼·穆克（Hermann Moeck）。
强尼·格林伍德(Jonny Greenwood) 在2012年创作了一部名为48 Responses to Polymorphia的音乐作品来回应以及向潘德列茨基表达敬意。
在希腊语中，「poly」意为「多的」，而「morph」則意为「形态」或「形式」。因此「Polymorphia」一词可被理解为「多形态的」、「多形式的」。这里所言的「形式」，非音乐结构上的形式，而是指音响效果方面的。潘德列茨基的傳記作者Wolfram Schwinger把曲題與其特色拉上關係︰「音響的規模粗獷地展開……聲音與噪音交織，同時相互滲透，輕柔的與堅硬的音色對立又交融。」如同《广岛遇难者的挽歌》，潘德列茨基以「聲音事件」（sound event）而非旋律來构建整首作品，密集音簇、微分音与滑音的使用在曲中比比皆是。